# Janilene Vasconcelos de Melo
Janilene Vasconcelos de Melo (Campina Grande, 26 de julho de 1948) é uma advogada, contadora e administradora de empresas brasileira. Foi secretária de Planejamento do Rondônia nos anos de 1979 a 1985. Nesse meio tempo, Janilene foi nomeada governadora interina do mesmo estado por 42 dias, tornando-se a segunda mulher da história a assumir uma unidade federativa.

## Carreira política

### Secretária de planejamento de Rondônia
Entre 1979 e 1985 ela exerceu o cargo de secretária de planejamento no estado.

### Governadora interina de Rondônia
Por decreto assinado no dia 3 de janeiro de 1984 pelo presidente da República João Baptista de Oliveira Figueiredo, a pedido do governador de Rondônia, o coronel Jorge Teixeira de Oliveira (PDS), Janilene Vasconcelos de Melo assumiu interinamente o cargo de governadora do estado. Teixeira precisava se licenciar para participar de uma comitiva de autoridades e empresários a Santa Cruz de la Sierra, Bolívia. A viagem teve pressão da Assembleia Legislativa do estado para ser cancelada, mas ocorreu mesmo assim. Assim, Janilene ocupou o Palácio Presidente Vargas durante 42 dias.
Durante esses 42 dias, ela foi responsável por negociar o Programa de Desenvolvimento Integrado para o Noroeste do Brasil (Polonoroeste), programa de desenvolvimento que tinha entre um dos objetivos pavimentar a estrada que une Cuiabá a Porto Velho (BR-364).